# ألفا المقراب
ألفا المقراب أو ألفا المرقب أو α المقراب هو ألمع نجم في كوكبة المقراب، يبلغ قدره ظاهري 3.5، كان يعتبر من كوكبة الإكليل الجنوبي، ولكن نُقل إلى كوكبة المقراب عندما أنشأ نيكولا لويس دو لاكاي هذه الكوكبة في القرن 18. القياسات تشير على أنه يبعد 278 سنة ضوئية (85 فرسخ فلكي) من الأرض.
هذا النجم أكبر من الشمس، حوالي خمسة أضعاف كتلة وثلاثة أضعاف نصف قطر. طيف النجم يطابق تصنيف نجمي من B3 IV، تصنيفه النجمي "IV"  يشير إلى أن هذا النجم شبه عملاق، وهو يستنفد مخزون الهيدروجين في نواته ويتطور بعيدا عن النسق الأساسي . ألفا المقراب نجم مضيء تقارب إضاءته 800 مرة إضاءة الشمس. ويبعث الطاقة من الغلافه الخارجي الذي تبلغ درجة حرارة فيه نحو 16,700 كلفن ، مما يعطيه لون أزرق وأبيض مميز بالنسبة للنجوم من نوع B.
يعتبر نوع من النجوم المتغيرة المعروفة باسم نوع-B النابض ببطء. يحتوي على مجال مغناطيسي طولي بمتوسط قوة –233 ± 43 جاوس  يتوقع سرعة دورانه حوالي 14 كم s−1 السرعة تعتبر منخفضة لنجم من هذا النوع، ويشير إلى أن جهة الرصد قد تم حسابها من جهة القطب .